# WWE 2K20
WWE 2K20 è un videogioco di wrestling del 2019, sviluppato da Visual Concepts e pubblicato da 2K Sports per PlayStation 4, Xbox One e Microsoft Windows.

## Modalità di gioco
Come i precedenti capitoli della serie, WWE 2K20 è un videogioco di wrestling basato sulla federazione statunitense della World Wrestling Entertainment (WWE). La modalità 2K Showcase si basa sulle Four Horsewomen (Bayley, Becky Lynch, Charlotte Flair e Sasha Banks), le quattro lottatrici che hanno portato avanti la cosiddetta Women's Evolution in WWE a partire dal 2014. Inoltre è presente una modalità carriera giocabile anche con un personaggio femminile.
Quest'anno debuttano i WWE 2K Originals.

## Accoglienza
WWE 2K20 ha ricevuto recensioni "generalmente negative" alla sua pubblicazione, con critiche a fisica, grafica, sistema di puntamento, controlli e segnalazione di un gran numero di glitch. Brian Mazique di Forbes gli diede un voto di 5.25 su 10. Matt Fowler di IGN gli assegna 4.3 su 10 definendolo un "disastro". Inoltre, puntando il dito contro l'impoverimento grafico, scrisse che "avere a disposizione nel gioco un impressionante roster di 238 superstar è perfettamente inutile se la maggior parte di esse sembra uscita da un videogioco per PlayStation 2". Ben Wilson di GamesRadar+ gli diede 2 stellette e mezzo, definendolo un "demo work-in-progress più che un prodotto finito" - "un gioco fatto uscire troppo in fretta per rispettare la cadenza annuale della serie". All'inizio del 2020, il gioco è diventato quasi ingiocabile a causa di un bug.

## Roster

Una immagine del gioco

Il 5 agosto 2019 è stato annunciato che Chyna, Hulk Hogan, Mankind e The Rock sarebbero stati i personaggi bonus riservati alle edizioni speciali di WWE 2K20; per Chyna si è trattato di un ritorno in un videogioco della WWE dopo diciannove anni (WWF SmackDown! 2: Know Your Role), mentre per Hogan dopo cinque (WWE 2K15).
Il 15 agosto 2019 è stato annunciato che The Fiend sarebbe stato il personaggio bonus riservato alle prenotazioni di WWE 2K20.
| Uomini | Uomini | Uomini | Donne | Donne | Donne | Leggende |
| Raw | SmackDown | NXT | Raw | SmackDown | NXT | Leggende |
| --- | --- | --- | --- | --- | --- | --- |
| - AJ Styles - Akam - Akira Tozawa - Aleister Black - Andrade - Angelo Dawkins - Bobby Lashley - Brock Lesnar - Buddy Murphy - Cedric Alexander - Curt Hawkins - Drew McIntyre - EC3 - Eric Young - Erik - Gran Metalik - Humberto Carrillo - Ivar - Jey Uso - Jimmy Uso - Jinder Mahal - Karl Anderson - Kevin Owens - Luke Gallows - Mojo Rawley - Montez Ford - No Way Jose - R-Truth - Randy Orton - Rey Mysterio - Rezar - Ricochet - Rowan - Rusev - Samoa Joe - Seth Rollins - Shelton Benjamin - Sin Cara - Titus O'Neil - Zack Ryder | - Ali - Apollo Crews - Baron Corbin - Big E - Big Show - Bo Dallas - Braun Strowman - Bray Wyatt - Cesaro - Chad Gable - Curtis Axel - Daniel Bryan - Dash Wilder - Dolph Ziggler - Elias - Finn Bálor - Finn Bálor Demon - Gran Metalik - Harper - Heath Slater - Jeff Hardy - Kalisto - Kofi Kingston - Lars Sullivan - Lince Dorado - Matt Hardy - Otis - Robert Roode - Roman Reigns - Sami Zayn - Scott Dawson - Shane McMahon - Sheamus - Shinsuke Nakamura - The Fiend - The Miz - Tucker - Xavier Woods | - Adam Cole - Ariya Daivari - Bobby Fish - Brian Kendrick - Drew Gulak - Gentleman Jack Gallagher - Fandango - Jaxson Ryker - Johnny Gargano - Kassius Ohno - Keith Lee - Kyle O'Reilly - Mark Andrews - Matt Riddle - Mike Kanellis - Noam Dar - Oney Lorcan - Pete Dunne - Roderick Strong - Shane Thorne - Tommaso Ciampa - Tony Nese - Trent Seven - Tyler Bate - Tyler Breeze - Velveteen Dream | - Asuka - Becky Lynch - Billie Kay - Brie Bella - Charlotte Flair - Kairi Sane - Lana - Liv Morgan - Maria Kanellis - Naomi - Natalya - Nia Jax - Nikki Bella - Peyton Royce - Ruby Riott - Sarah Logan - Zelina Vega | - Alexa Bliss - Bayley - Carmella - Dana Brooke - Ember Moon - Lacey Evans - Mandy Rose - Maryse - Mickie James - Nikki Cross - Paige - Sasha Banks - Sonya Deville - Tamina | - Bianca Belair - Candice LeRae - Dakota Kai - Io Shirai - Mia Yim - Rhea Ripley - Shayna Baszler - Toni Storm | - Alicia Fox - André the Giant - Batista - Beth Phoenix - Big Boss Man - Booker T - Bret Hart - Brutus Beefcake - Christian - Chyna - Diesel - Dusty Rhodes - Eddie Guerrero - Edge - Goldberg - Hollywood Hulk Hogan - Jake Roberts - Jerry Lawler - Jim Neidhart - John Cena - Kane - Kevin Nash - Kurt Angle '01 - Kurt Angle '06 - Lita - Mankind - Mark Henry - Molly Holly - Papa Shango - Randy Savage - Razor Ramon - Ric Flair '88 - Ric Flair '91 - Ricky Steamboat - Ronda Rousey - The Rock - The Rock '01 - Roddy Piper - Scott Hall - Shawn Michaels '97 - Shawn Michaels '05 - Stephanie McMahon - Steve Austin - Sting '91 - Sting '99 - Ted DiBiase - Triple H - Triple H '01 - Trish Stratus - The Ultimate Warrior - The Undertaker - The Undertaker '91 - The Undertaker '01 - Vince McMahon - X-Pac |

### Tag team e stable
- Alexa Bliss e Nikki Cross
- The Authors of Pain
- The B-Team
- The Bar
- The Bella Twins
- Breezango
- The Club
- Curt Hawkins e Zack Ryder
- Daniel Bryan e Rowan
- D-Generation X
- Gallows & Anderson
- The Hardy Boyz
- The Hart Foundation
- Heavy Machinery
- The IIconics
- The Kabuki Warriors
- Lucha House Party
- Mandy Rose e Sonya Deville
- Moustache Mountain
- The New Day
- The Outsiders
- The Revival
- Rock 'n' Sock Connection
- The Street Profits
- The Undisputed Era
- The Usos
- The Viking Raiders

### Campioni
Raw
- WWE Universal Champion: Seth Rollins
- WWE United States Champion: AJ Styles
- WWE Raw Tag Team Champions: Gallows & Anderson
- WWE Raw Women's Champion: Becky Lynch
- WWE Women's Tag Team Champions: Alexa Bliss e Nikki Cross
- WWE Cruiserweight Champion: Drew Gulak

SmackDown
- WWE Champion: Kofi Kingston
- WWE Intercontinental Champion: Shinsuke Nakamura
- WWE SmackDown Tag Team Champions: The New Day
- WWE SmackDown Women's Champion: Bayley

NXT
- NXT Champion: Adam Cole
- NXT North American Champion: Roderick Strong
- NXT Tag Team Champions: The Undisputed Era
- NXT Women's Champion: Shayna Baszler
- WWE United Kingdom Champion: Pete Dunne

## Arene
- Raw 2019
- Raw 2017
- Raw 2013
- Raw is War 1998
- SmackDown Live 2019
- SmackDown! 2000
- Main Event 2019
- 205 Live 2019
- Backlash 2018
- Extreme Rules 2018
- SummerSlam 2018
- Hell in a Cell 2018
- Super Show-Down (2018)
- Evolution
- Survivor Series 2018
- TLC: Tables, Ladders & Chairs 2018
- NXT UK TakeOver: Blackpool
- NXT TakeOver: Phoenix
- NXT TakeOver: New York
- NXT TakeOver: Brooklyn
- NXT TakeOver: Rival
- NXT TakeOver
- Royal Rumble 2019
- Elimination Chamber 2019
- Fastlane 2019
- WrestleMania 35
- Money in the Bank 2019
- WrestleMania 34
- WrestleMania 33
- WrestleMania 32
- Mixed Match Challenge
- Clash of Champions 2017
- Mae Young Classic
- Fastlane 2017
- Elimination Chamber 2017
- Hell in a Cell 2016
- Backlash 2016
- Night of Champions 2015
- SummerSlam 1988
- WCW Monday Nitro 1998
- WCW Halloween Havoc 1998